# 霍乱时期的爱情
《霍乱时期的爱情》（西班牙語：El amor en los tiempos del cólera），又譯《爱在瘟疫蔓延时》，是哥伦比亚作家諾貝爾文學獎得主加夫列尔·加西亚·马尔克斯的小说，於1985年以西班牙語出版。故事讲述了发展于费尔米纳·达萨（Fermina Daza）、费洛伦蒂诺·阿里萨（Florentino Ariza）以及医生胡维纳尔·乌尔比诺（Juvenal Urbino）之间的一段长达半个多世纪的三角恋爱。这部小说，一个如画般的没有回报的爱情故事，深入地剥析了一个观念，即经历爱情的折磨是一种尊严。在2007年，改編成同名電影《Love in the Time of Cholera (film)》。

## 故事梗概
小说开始于乌尔比诺医生，他前来检查挚友耶勒米雅·圣阿穆（Jeremiah Saint-Amour）的遗体。阿穆在60岁的时候自杀，为的是不再变老。回到自己的家中，医生發现自己心爱的宠物鹦鹉正停在一株芒果树的顶上，当他试图救它的时候，迎向了自己的死亡。
费洛伦蒂诺·阿里萨选择了这个时候向乌尔比诺的妻子费尔米纳·达萨表白了心迹，但是她被他的唐突，以及自己所感到的内心深处触发出的情感所吓退。当他们都年轻的时候，她和费洛伦蒂诺互相交换了许多炽热的情书，并且曾经决定结婚。而再次见到他时，费尔米纳却“惊慌地自问，怎么会如此残酷地让那样一个幻影在自己的心间占据了那么长时间”，并对他说“忘了吧”。费洛伦蒂诺则珍守着对她的渴望，决心为她保持童贞直到他们最终能够走到一起。然而他很快发现自己用放纵的生活来排遣分离的空虚。
费尔米纳嫁给了乌尔比诺医生，成为了他忠实的伴侣。而医生本人也有着相似但比较简短的一段前事。
只有在乌尔比诺死后费洛伦蒂纳才重新检视对费尔米纳的爱情，他慢慢地透过自己的文字消弭了两人之间的隔閡。在一次船上的旅行中，年迈的一对发现自己重坠爱河。费尔米纳担心这桩情事可能引起的丑闻，于是船长升起了一面向代表霍乱流行的黄旗，护送着这自我放逐但永远不分离的爱情。

## 主要人物
费洛伦蒂诺·阿里萨：诗人，所作情书在“代笔先生门廊”非常抢手，他疯狂迷恋费尔米纳·达萨，等待了半个多世纪她的丈夫去世之后才袒露自己的爱。尽管与他发生关系的女人不止是记录在本上的622个，但他还是宣称自己是一个童男。
费尔米纳·达萨：高傲、固执、美丽，她生于暴发户的商人家庭，但在与乌尔比诺医生婚后过着非常讲究的生活。她对教会不屑一顾，但对花鸟鱼虫有着无比的慈爱。
胡维纳尔·乌尔比诺·德尔加莱医生：乌尔比诺医生有一种贵族的气质，同时总体而言对妻子忠实而体贴。

## 主题

### 爱情作为情感和肉体的疾病
马尔克斯的主旨是相思之病作为心身疾病可以比之于霍乱。费洛伦蒂诺因这个疾病所经受的折磨如同任何其他的疾病一般，在书中某处，阿里萨肉体上的痛苦和爱情之殇混合在了一起，当他为了享有费尔米纳的气味而吞下花朵后，这种伤痛化作了真切的身体反应，使他剧烈地呕吐。在最后一章中，船长所宣称的霍乱也是对这种关系的一个暗喻。

### 衰老和死亡
阿穆的死启发了乌尔比诺医生对自己的死的思考，特别是与之伴随的不确定性。相应的，爱情关系所给人带来的也是一种不确定性。费尔米纳和阿里萨在他们的感情中，必须得克服这种双重的不确定性，加上社会窠臼所造成的障碍，才能走到彼岸。

### 爱的苦难
阿里萨作为诗人和爱人的戏剧性的人生被描绘得可笑而严肃，他的爱可能延展到了荒谬的地步，但最终这种荒谬性化作了一种尊严。

## 出版版本
- 1985, Colombia, Spanish edition, Oveja Negra, 1985, hardback ISBN 958-06-0000-7 and paperback ISBN 958-06-0001-5 (first edition)
- 1985, Argentina, Spanish edition, Editorial Sudamericana, 1985, hardback ISBN 950-07-0321-1(E) (first Argentine edition)
- 1985, Mexico DF, Spanish edition, Editorial Diana, 1985, paperback ISBN 968-13-1547-2 (first Mexican edition: 100,000 copies)
- 1988, US, Alfred A. Knopf ISBN 0-394-56161-9, Pub date 1 January 1988, hardback (first English-language edition)
- 1989, US, Penguin Books ISBN 0-14-011990-6, Pub date 7 September 1989, paperback
- 2003, US, Vintage International ISBN 1-4000-3468-X, paperback

## 外部連結
- The Heart's Eternal Vow  （页面存档备份，存于） – New York Times Book Review from 1988 by Thomas Pynchon